# Bombový útok na Staroměstském náměstí 1990
K bombovému útoku na Staroměstském náměstí v Praze došlo v sobotu 2. června 1990 v 16.12 hodin. Při explozi trubkové bomby na podstavci pomníku mistra Jana Husa na Staroměstském náměstí bylo zraněno 18 osob, z toho jedna těžce. Útok vyvolal obavy a rozhořčení veřejnosti, a protože k němu došlo několik dnů před prvními svobodnými volbami po pádu komunistického režimu, byl s nimi dáván do souvislosti. Podezříváni byli zastánci starého režimu a příslušníci zrušené Státní bezpečnosti, mohlo jít o čin duševně narušeného jedince nebo pomstu vězňů. Další bomba vybuchla 2. srpna 1990 u Hostivařské přehrady. Vyšetřováním bylo zjištěno, že obě bomby byly vyrobeny ze stejného kusu trubky. K útokům se nikdo nepřihlásil a pachatel vypátrán nebyl.
Výbuch byl považován za teroristický čin, podle ministerstva vnitra nešlo o „klasický teroristický útok s vazbou na široké mezinárodní seskupení“, ani „klasickou teroristickou akci, kdy násilí je prostředkem k dosažení určitého cíle a kladou se podmínky“, ale o „trestný čin se znaky terorismu“.